# 郑州大学站
郑州大学站是郑州地铁1号线与8号线的换乘站，位於中华人民共和国河南省郑州市郑州高新技术产业开发区（行政区划属中原区）长椿路与科学大道交叉口一带，于2017年1月12日隨鄭州地鐵1號線二期開始試運營而開通。

## 车站结构
郑州大学站分1号线车站和8号线车站两部分，1号线车站的主体结构位于长椿路与科学大道交叉口地下，沿长椿路呈南北向布置，8号线车站的主体结构位于1号线车站西侧的科学大道地下，呈东西向布置，与1号线车站呈“T”形相交。

### 车站楼层
郑州大学站1号线车站主体为地下二层车站，B1層為站廳层，B2层为1号线站台层。8号线车站主体为地下三层车站，B1層為站廳层，B3层为8号线站台层。

#### 1号线车站楼层
| 1F  | 地面     | A-D出入口                                                         | A-D出入口                                                         | A-D出入口                                                         |
| B1F | 站厅     | 客服中心、自动售票机、行李检查、闸机、车站控制室 连通 █ 8号线站厅 | 客服中心、自动售票机、行李检查、闸机、车站控制室 连通 █ 8号线站厅 | 客服中心、自动售票机、行李检查、闸机、车站控制室 连通 █ 8号线站厅 |
| B2F | █ 1号线  | 往河南工业大学方向（郑大科技园）                                  | 往河南工业大学方向（郑大科技园）                                  | 往河南工业大学方向（郑大科技园）                                  |
| B2F | 岛式站台 | 卫生间                                                            | 至站厅 至 █ 8号线站台                                             |                                                                   |
| B2F | █ 1号线  | 往河南大学新区方向（梧桐街）                                      | 往河南大学新区方向（梧桐街）                                      | 往河南大学新区方向（梧桐街）                                      |

#### 8号线车站楼层
| 1F  | 地面     | E、F出入口                                                        | E、F出入口                                                        | E、F出入口                                                        |
| B1F | 站厅     | 客服中心、自动售票机、行李检查、闸机、车站控制室 连通 █ 1号线站厅 | 客服中心、自动售票机、行李检查、闸机、车站控制室 连通 █ 1号线站厅 | 客服中心、自动售票机、行李检查、闸机、车站控制室 连通 █ 1号线站厅 |
| B3F | █ 8号线  | 往天健湖方向（祥营）                                              | 往天健湖方向（祥营）                                              | 往天健湖方向（祥营）                                              |
| B3F | 岛式站台 | 卫生间                                                            | 至站厅                                                            | 至 █ 1号线站台                                                    |
| B3F | █ 8号线  | 往鲁庙方向（银屏路）                                              | 往鲁庙方向（银屏路）                                              | 往鲁庙方向（银屏路）                                              |

### 站厅
郑州大学站的1号线车站和8号线车站各设1座站厅，均设有客服中心、自动售票机、安全检查等设施。站厅由闸机和栏杆分隔为付费区和非付费区，8号线站厅的西端与1号线站厅连通，付费区和非付费区均互相连接。两座站厅的付费区内均设有自动扶梯、步梯和无障碍电梯，连接对应的站台。8号线站厅近F口通道处设有卫生间和母婴室。

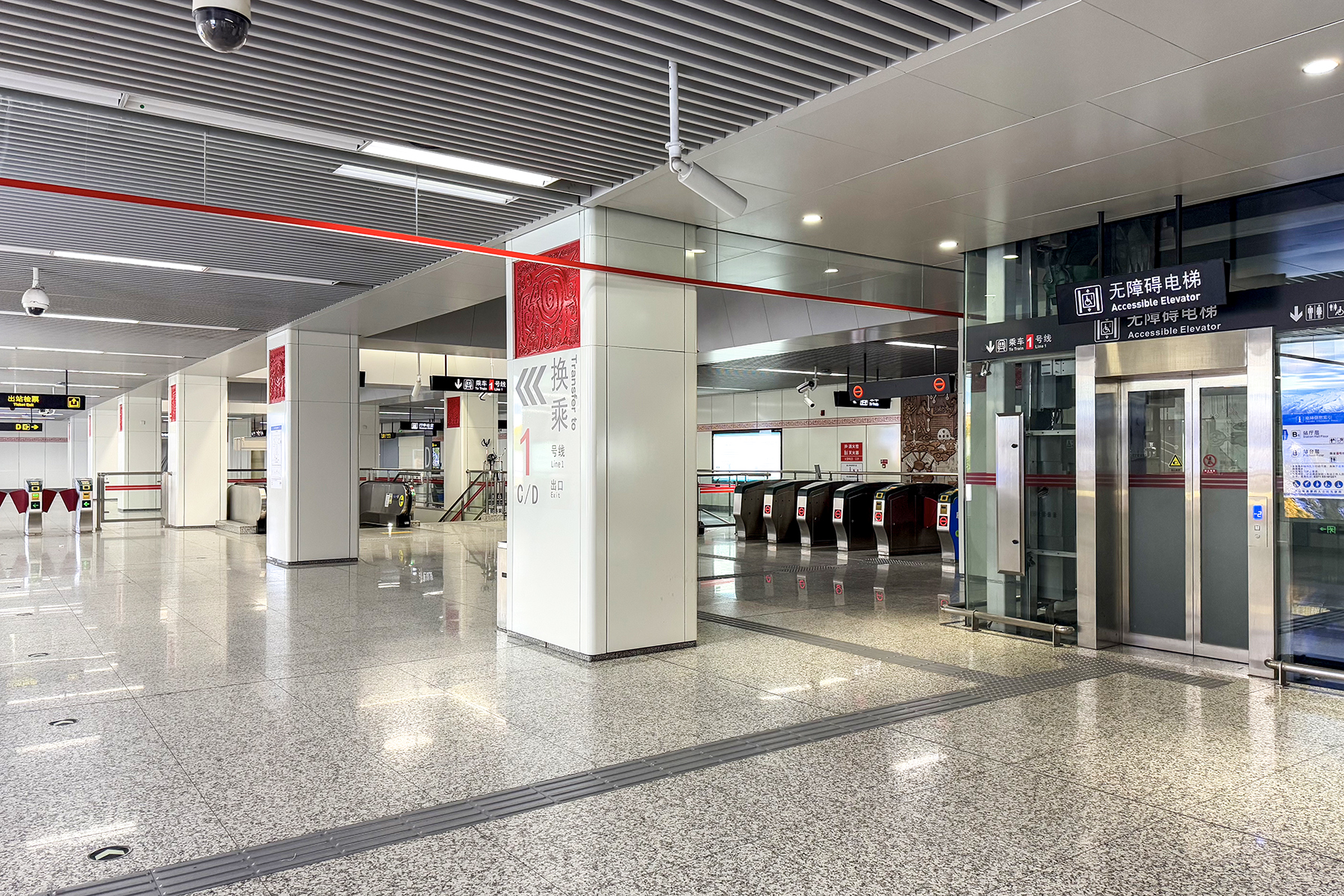
1号线站厅
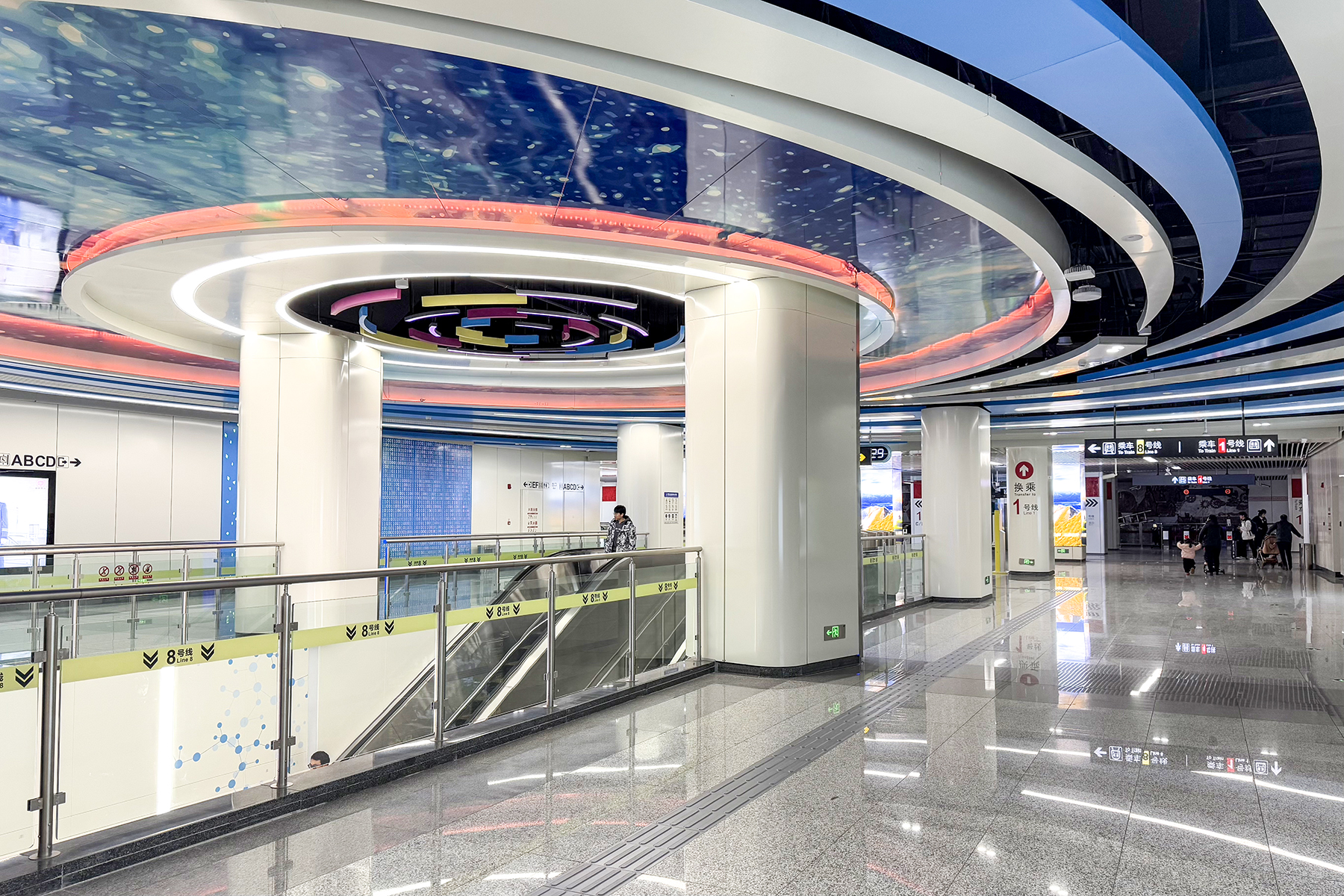
8号线站厅
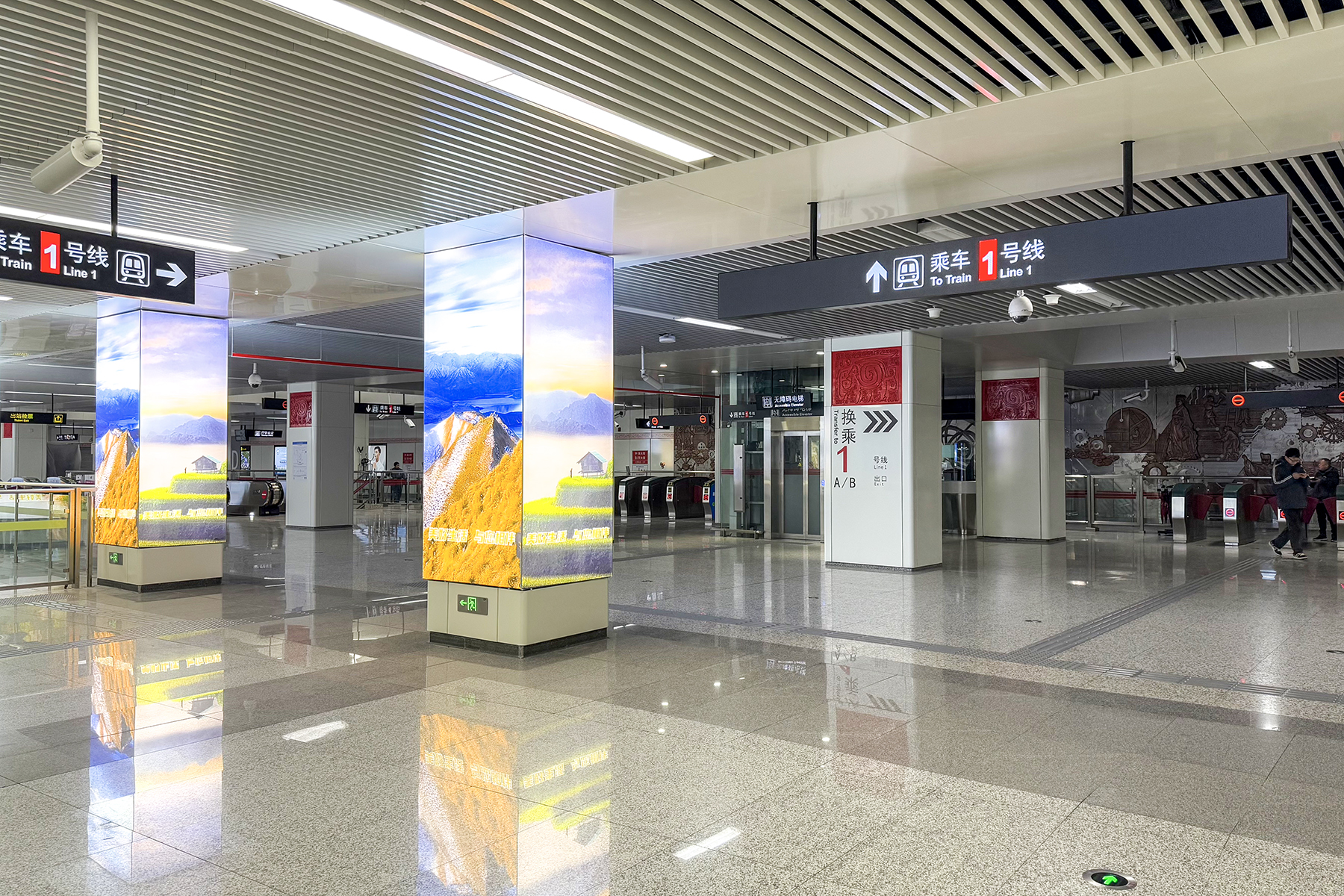
1号线站厅与8号线站厅连通处

### 站台
郑州大学站的1号线车站和8号线车站各设1座岛式站台，均安装有高站台门。1号线站台位于B2层，呈南北向，西侧站台面由往河南大学新区方向列车的使用，东侧站台面由往河南工业大学方向的列车使用，站台南端设有卫生间和母婴室。8号线站台位于B3层，呈东西向，北侧站台面由往天健湖方向列车的使用，南侧站台面由往鲁庙方向的列车使用，站台西端设卫生间和母婴室。
该站的两座岛式站台呈“T”形交叉，在1号线车站中部设有换乘楼梯，通往8号线站台的东端，形成T形换乘节点。

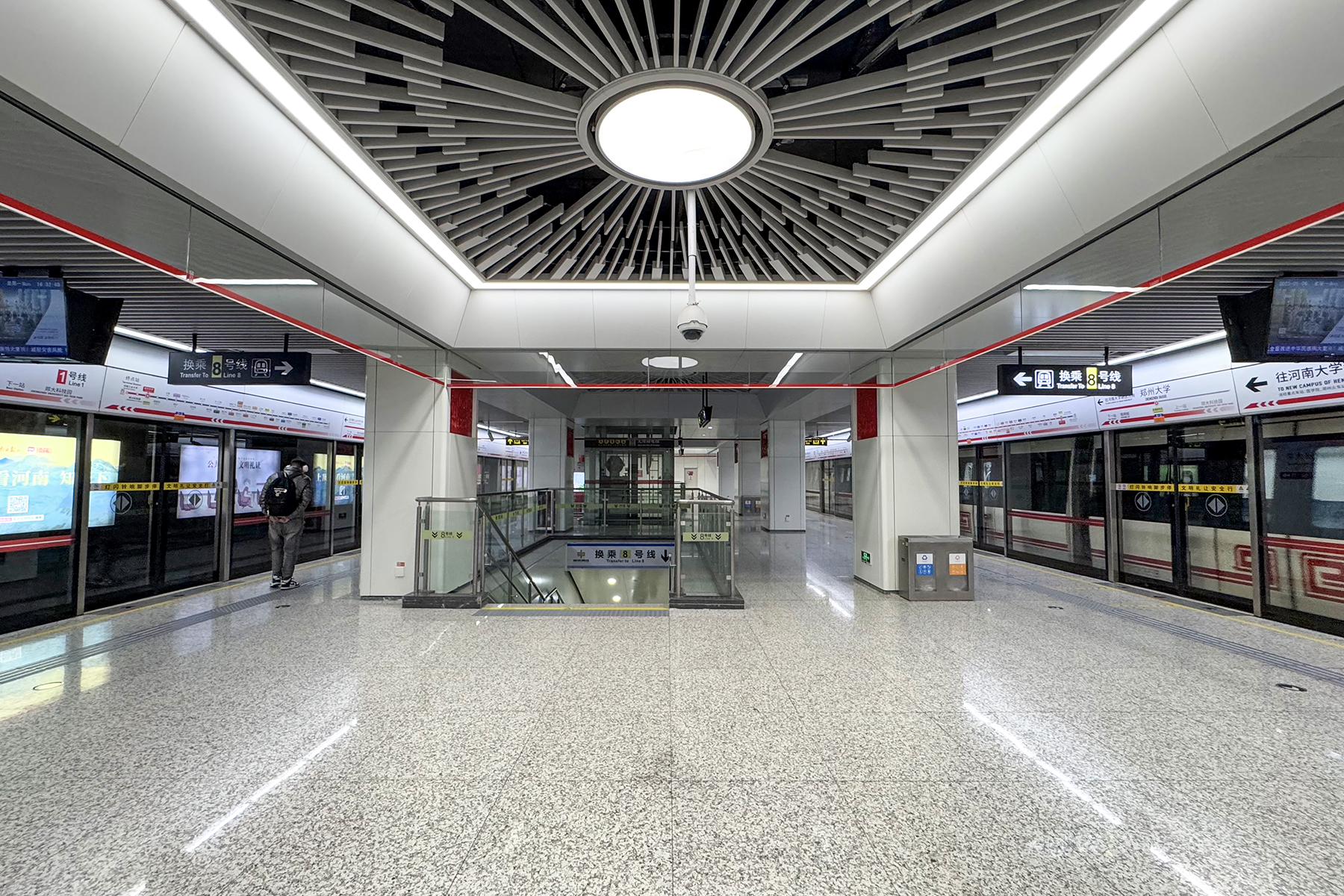
1号线站台中部的换乘节点
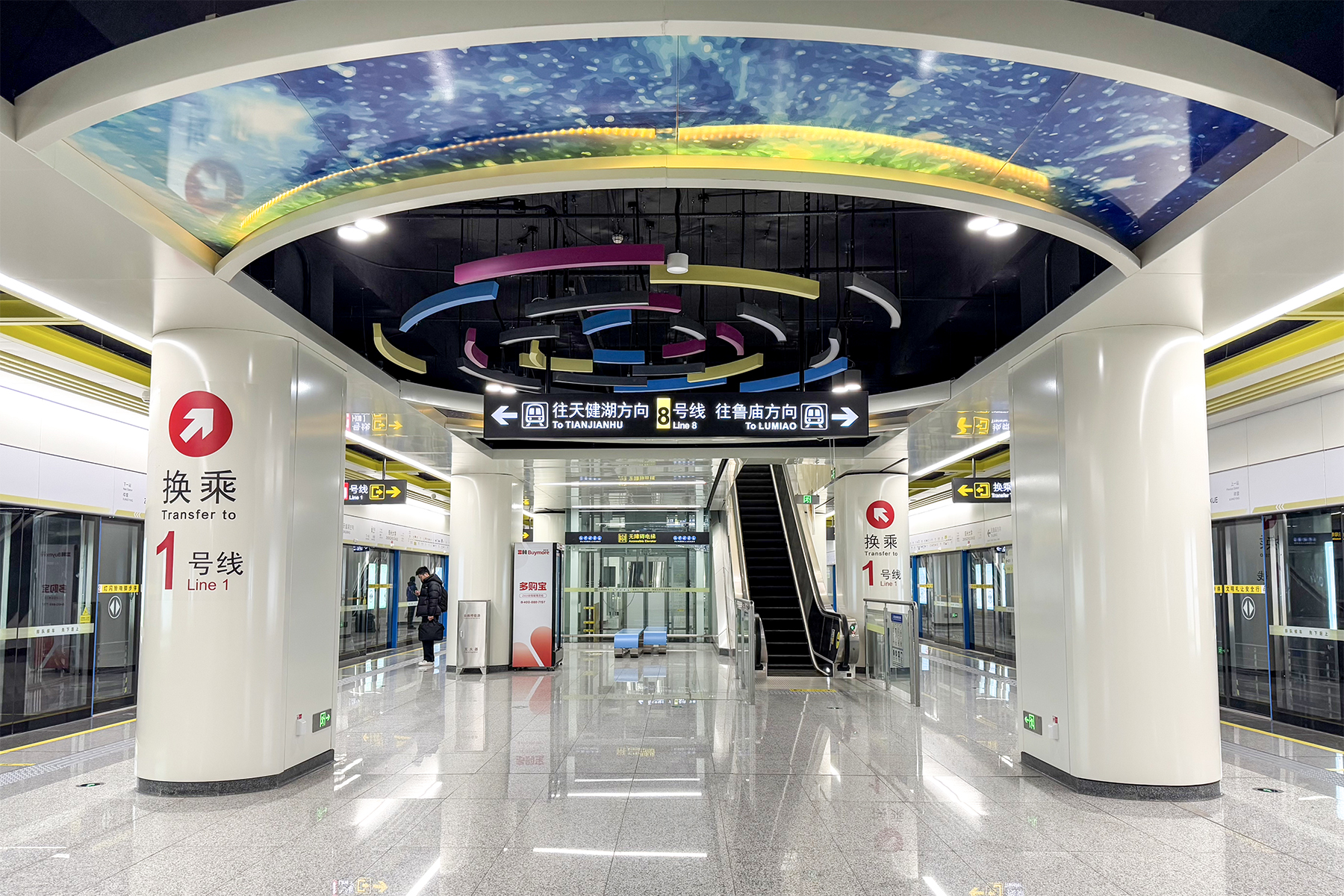
8号线站台中部设有无障碍电梯
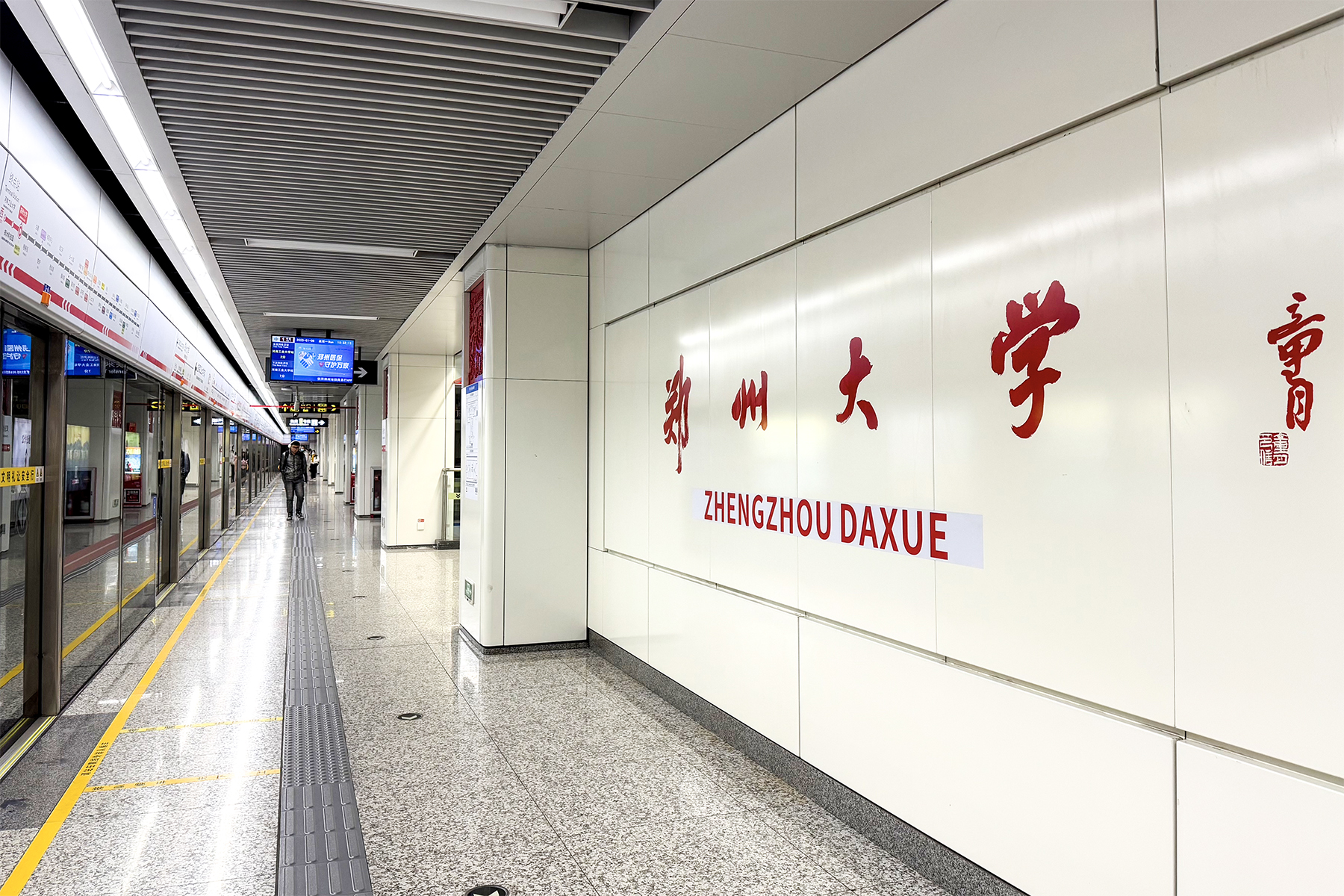
1号线站台上的站名大字壁
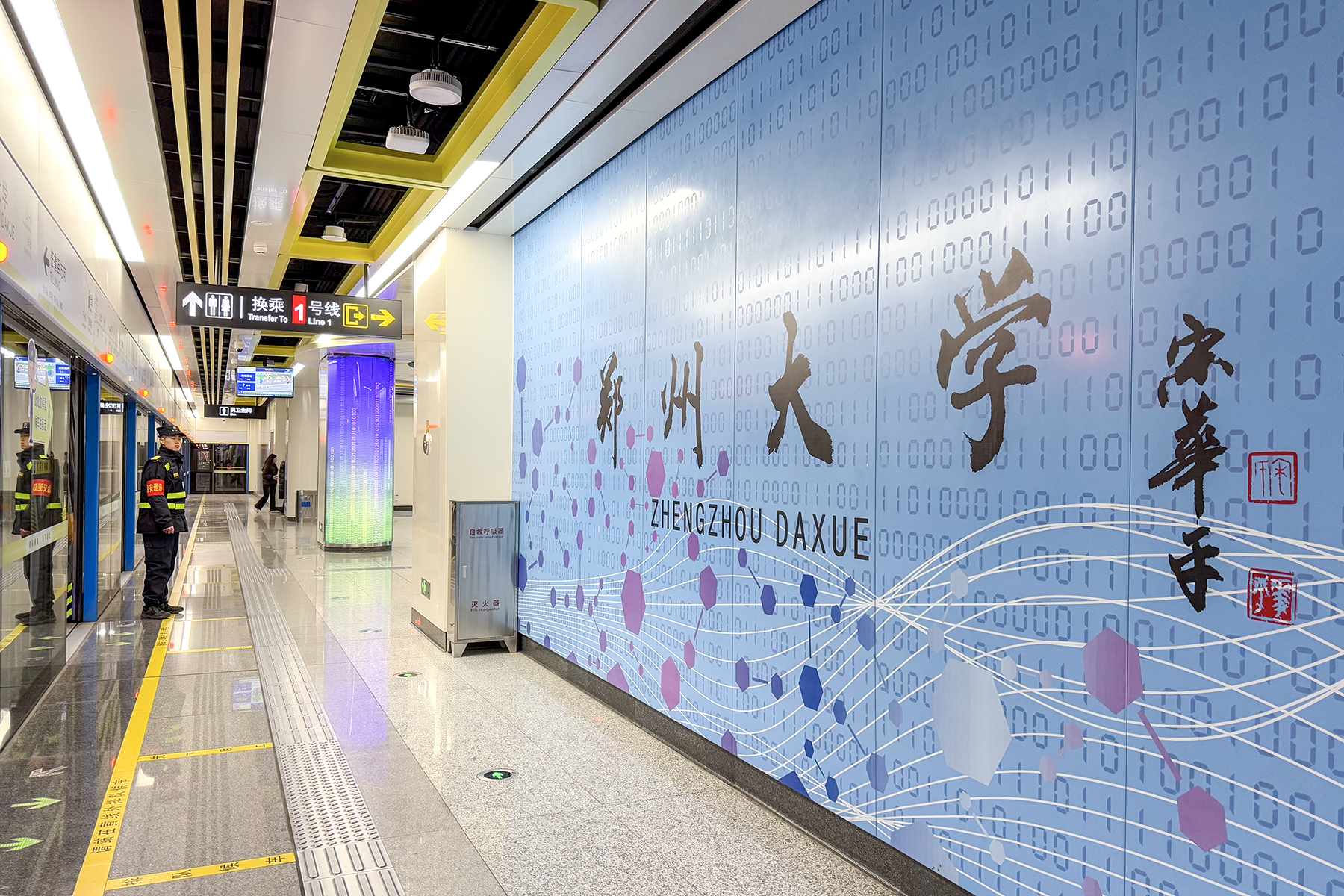
8号线站台上的站名大字壁

### 出入口
郑州大学站一共有A、B、C、D、E、F共6个出入口，A-D出入口分别位于长椿路与科学大道交叉口的东南、西南、西北、东北四角，连接地面和1号线站厅的非付费区；E、F出入口分别位于科学大道的南侧和北侧，连接地面和8号线站厅的非付费区。其中A、F出入口设有无障碍电梯。
该站各出入口信息如下表所示。
| 科学大道长椿路 | 科学大道长椿路 | 科学大道长椿路 | 科学大道长椿路 | 科学大道长椿路 |
| 编号           | 路线           | 路线           | 路线           | 备注           |
| -------------- | -------------- | -------------- | -------------- | -------------- |
| 271            | 石楠路公交站   | ⇆              | 汉启路绿源路   |                |
| B12            | 腊梅路公交站   | ⇆              | 火车站北港湾   |                |
| B67            | 金柏路公交站   | ⇆              | 紫荆山金水路西 |                |
| Y18            | 金柏路公交站   | ⇆              | 碧沙岗         | 夜间服务       |

| 长椿路科学大道 | 长椿路科学大道 | 长椿路科学大道 | 长椿路科学大道 | 长椿路科学大道 |
| 编号           | 路线           | 路线           | 路线           | 备注           |
| -------------- | -------------- | -------------- | -------------- | -------------- |
| B12            | 腊梅路公交站   | ⇆              | 火车站北港湾   |                |
| S187           | 腊梅路公交站   | ↻              | 腊梅路公交站   |                |
| S187           | 腊梅路公交站   | ↺              | 腊梅路公交站   |                |

| 高新区长椿路地铁站C口 | 高新区长椿路地铁站C口 | 高新区长椿路地铁站C口 | 高新区长椿路地铁站C口 | 高新区长椿路地铁站C口 |
| 编号                  | 路线                  | 路线                  | 路线                  | 备注                  |
| --------------------- | --------------------- | --------------------- | --------------------- | --------------------- |
| 408                   | 工业路昆仑路          | ⇆                     | 高新区长椿路地铁站C口 | 大学城专线            |

| 长椿路科学大道 | 长椿路科学大道 | 长椿路科学大道 | 长椿路科学大道 | 长椿路科学大道 |
| 编号           | 路线           | 路线           | 路线           | 备注           |
| -------------- | -------------- | -------------- | -------------- | -------------- |
| 271            | 石楠路公交站   | ⇆              | 汉启路绿源路   |                |
| S151           | 紫竹路公交站   | ⇆              | 宏达街长兴路   |                |

| 科学大道长椿路 | 科学大道长椿路 | 科学大道长椿路 | 科学大道长椿路 | 科学大道长椿路 |
| 编号           | 路线           | 路线           | 路线           | 备注           |
| -------------- | -------------- | -------------- | -------------- | -------------- |
| B67            | 金柏路公交站   | ⇆              | 紫荆山金水路西 |                |
| S151           | 紫竹路公交站   | ⇆              | 宏达街长兴路   |                |
| S187           | 腊梅路公交站   | ↻              | 腊梅路公交站   |                |
| S187           | 腊梅路公交站   | ↺              | 腊梅路公交站   |                |
| Y18            | 金柏路公交站   | ⇆              | 碧沙岗         | 夜间服务       |

## 历史
2017年1月12日，郑州大学站随1号线二期工程通车运营而启用。2024年12月29日，8号线郑州大学站随8号线一期工程开通运营而启用，使该站成为1号线和8号线的换乘站。